# بيلاش توث
بيلاش توث (بالمجرية: Tóth Balázs)‏ هو لاعب كرة قدم مجري في مركز الدفاع، ولد في 2 مارس 1980 في كابوشفار في المجر. لعب مع نادي أويبست ونادي العروبة ونادي بودابست هونفيد ونادي فاساس.